# Précy-sur-Oise
Précy-sur-Oise is een gemeente in Frankrijk. Het grondgebied ligt aan beide kanten van de rivier de Oise. Het vormt met de gemeenten Villers-sous-Saint-Leu en Saint-Leu-d'Esserent een geheel. Précy-sur-Oise telde op 1 januari 2022 3.331 inwoners.

## Geografie
De oppervlakte van Précy-sur-Oise bedroeg op 1 januari 2022 9,65 vierkante kilometer; de bevolkingsdichtheid was toen 345,2 inwoners per km².

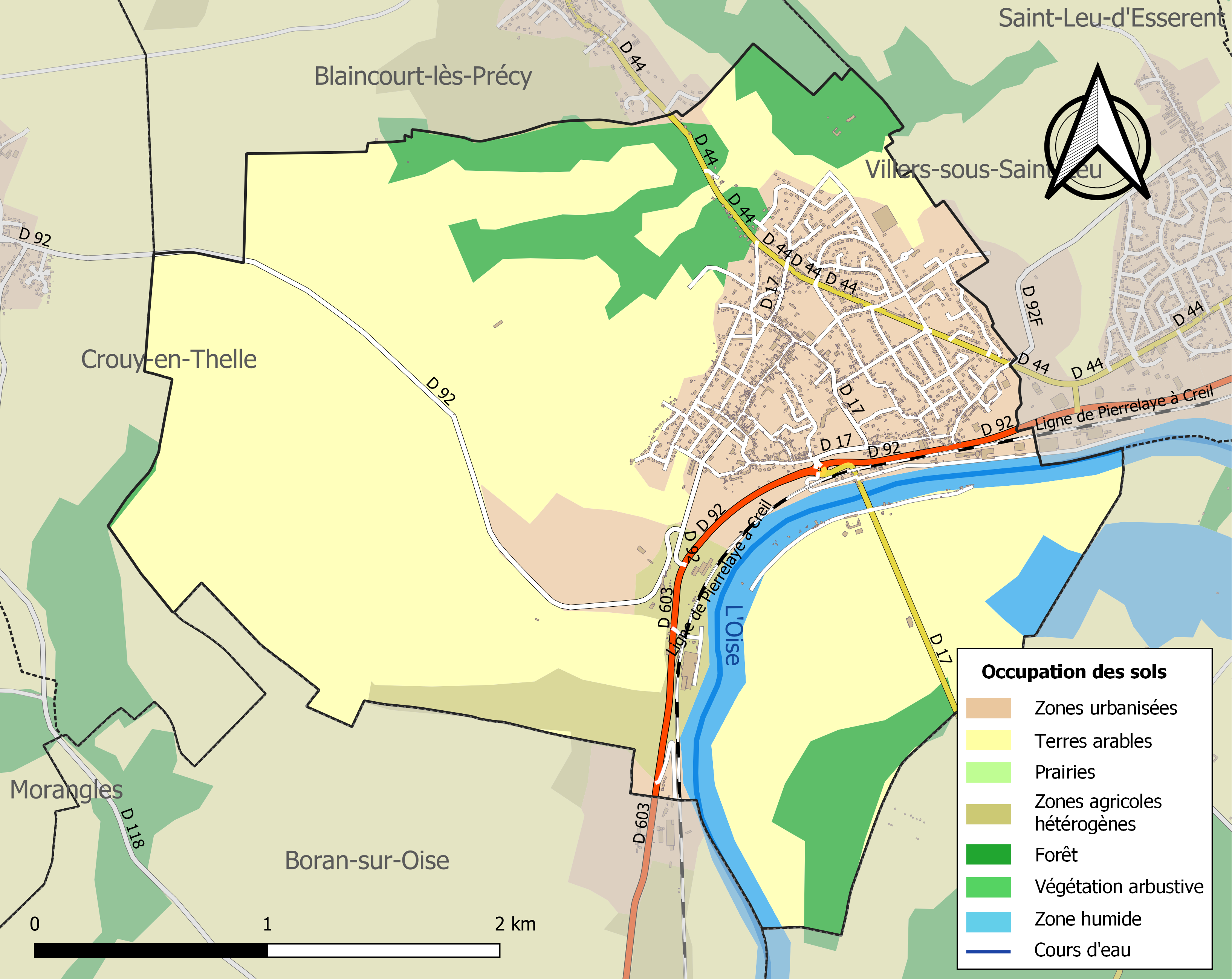
Kaart van de gemeente met belangrijkste infrastructuur, bodemgebruik en omliggende gemeenten

## Demografie
Onderstaande figuur toont het verloop van het inwonertal, bron: INSEE-tellingen. 

## Websites
- (fr)  Statistische informatie op de website van INSEE